# Autonome Universiteit van Baja California
De Autonome Universiteit van Baja California (Spaans: Universidad Autónoma de Baja California, UABC) is een universiteit in de Mexicaanse deelstaat Baja California.
De hoofdvestiging van de UABC is in Mexicali, maar de universiteit heeft ook campussen in Tijuana, Ensenada en Tecate.